# Cadet de l'espace
Le Cadet de l'espace ou le Zélé Cadet de l'espace (à l'origine en anglais : « the Eager Young Space Cadet ») désigne l'avatar spatial de Porky Pig. Il est l'assistant du canard  Duck Dodgers (avatar de Daffy Duck) dans plusieurs épisodes de séries animées de la Warner Bros. Animation.
D'abord doublé par Mel Blanc, le Zélé Cadet de l'espace est interprété par Bob Bergen.Le cadet de l'espace est très utile pour les missions de Duck Dodgers, c'est lui souvent le héros